# 赤塚賞
赤塚賞（あかつかしょう）は、日本の漫画賞。集英社が主催する少年向けギャグ漫画の新人募集企画。

## 概要
『週刊少年ジャンプ』と『月刊少年ジャンプ』→『ジャンプスクエア』（いずれも集英社）による共同開催。
1971年設立の新人賞である手塚賞はストーリー漫画とギャグ漫画を同時に募集していたが、ギャグ漫画部門が独立され、1974年（昭和49年）後期から赤塚不二夫を審査委員長とした赤塚賞が新設された。手塚賞同様、年に2回行われている。2023年11月現在で99回行われているが、入選者は6人にとどまっている。2019年の第91回まで、30年近く入選作が出ていなった。

## 主な審査員
- 審査委員長：赤塚不二夫（第1回 - 第68回、1989年度上半期 - 2008年度上半期までは手塚賞の審査委員長も兼任） - 2000年以降は意識不明の状態が続いたまま、2008年に死去したことから、晩年は形式的なものであった。
- 1990年代：永井豪、楳図かずお、秋本治、徳弘正也、うすた京介、小栗かずまた、ガモウひろし、週刊少年ジャンプ編集長、月刊少年ジャンプ編集長、週刊少年ジャンプ副編集長、他
- 2010年代：澤井啓夫、うすた京介、増田こうすけ、森田まさのり、大石浩二、つの丸、麻生周一、週刊少年ジャンプ編集長、ジャンプスクエア編集長、週刊少年ジャンプ副編集長、他
- 2024年現在：うすた京介、増田こうすけ、大石浩二、つの丸、麻生周一、宮崎周平、週刊少年ジャンプ編集長、ジャンプスクエア編集長、週刊少年ジャンプ副編集長、他

## 赤塚賞の賞
赤塚賞には、入選・準入選・佳作の3つの賞がありそれぞれ受賞者には下記の賞金・賞品が贈られる（これは手塚賞と同様）。
| 賞     | 賞金    | 賞品等                         |
| ------ | ------- | ------------------------------ |
| 入選   | 200万円 | 赤塚杯・賞状・記念の楯・掲載権 |
| 準入選 | 100万円 | 賞状・記念の楯・掲載権         |
| 佳作   | 50万円  | 賞状・記念の楯                 |

※2023年現在

## 歴代受賞者
| 回  | 年度               | 半期 | 入選                                      | 準入選                                                                                                 | 佳作 |
| --- | ------------------ | ---- | ----------------------------------------- | --- | --- |
| 1   | 1974 昭和49        | 下   | 受賞者なし                                | - やましたひでとし「挑戦!!漫画賞」 - 桃田しず「びっくりがんさん」                                      | - 水天狼 - 斉藤博 - 山本いさむ |
| 2   | 1975 昭和50        | 上   | - コンタロウ「父帰る!」                   | - かたやまくにお                                                                                       | - 長島伸夫 - 渚みつる - 桑原保夫「失われた兵隊」 |
| 3   | 1975 昭和50        | 下   | 受賞者なし                                | - 大林薫「とうちゃん先生」                                                                             | - 佐藤広則 - 白井戸銘寿楽 - 桑原保夫 - 渚みつる - 鈴木繁行 |
| 4   | 1976 昭和51        | 上   | 受賞者なし                                | - 渚みつる「受験ワールド」 - ほそかわ春「嘆きのブービーマン」 - 天野いわと                             | - 河内まさゆき - 大林薫 - 小林よしのり「男のトラ子 女の虎造」 |
| 5   | 1976 昭和51        | 下   | 受賞者なし                                | - 古川研二「甲子園の土」                                                                               | - 明石いつお「みじめゴッコ」 - しまもと清司「時計仕掛けのベースボール」 - はじめ俊「ああチャンピオン」 - 増田ジュン「スモークマン」 |
| 6   | 1977 昭和52        | 上   | 受賞者なし                                | - 江口寿史「8時半の決闘」                                                                              | - 善茂佐清司「もじもじくん」 - 夏山聖樹「お城はどこへ?」 - 夏目恵二「ファイト・ファイト」 |
| 7   | 1977 昭和52        | 下   | 受賞者なし                                | 受賞者なし                                                                                             | - 大平かずお「びくびくニャンコ」 - アラン瀬下「巌流島」 |
| 8   | 1978 昭和53        | 上   | 受賞者なし                                | - 和光かつみ - なつやませいじゅ「ピラミッドトラブル」                                                  | - 善茂佐清司「スーパー+」 - 駒津蘭丸「忍者とお侍さん」 |
| 9   | 1978 昭和53        | 下   | 受賞者なし                                | - ゆでたまご「キン肉マン」 - 橋本巌・佐藤利夫「正月休みと仲間たち」 - 佐藤智一「一狂はん」             | - 友井和彦 - 小林ひろゆき |
| 10  | 1979 昭和54        | 上   | 受賞者なし                                | - 大竹ひろあき「突撃!アッ4」                                                                           | - いとうみのる「TOKYOフライボーイ」 - 鹿児島名古屋「早朝マラソン大暴走!」 - 川原秀司 - やまのやま「吾輩は猫ふんじゃった」 |
| 11  | 1979 昭和54        | 下   | 受賞者なし                                | - 水手育「宇宙探検隊アオムラサキ号」                                                                   | - 河合正治 - タイガー阪神 - 鹿児島名古屋 |
| 12  | 1980 昭和55        | 上   | 受賞者なし                                | 受賞者なし                                                                                             | - 足立昭彦「短足カブトくん」 - 宇土まんぶ「パロパロ」 - おづモユル「てんこうせい」 - 架空まさる「0点魔神」 - のなかみのる「われら中ガキ連」 - 麗紋来夢「うふふ」                                                                                        |
| 13  | 1980 昭和55        | 下   | 受賞者なし                                | - ひすゎし「乱町ちるど連－ミチとの遭遇」 - あろひろし「スター・トラブル・スペコマ・E-1」               | - おく山アキラ - 水谷潤 |
| 14  | 1981 昭和56        | 上   | 受賞者なし                                | - 米倉宏晃「3年B組ゴキブリ軍団VS自殺志願少女」                                                         | - にわのまこと「迷勝負!?」 - 富沢千夏「BOTU-MAN」 - 薮田一仁「ほんとにボクサー」 - 鹿野景子「山いもサック」 |
| 15  | 1981 昭和56        | 下   | 受賞者なし                                | 受賞者なし                                                                                             | - 奥山輝「おかると♥ローザ」 - 岸上靖彦「マシンガン☆キッド」 |
| 16  | 1982 昭和57        | 上   | 受賞者なし                                | - さかがわまこと                                                                                       | - 大野慎司「スラッガーベン」 - 佐藤正「VENUS症候群」 - 図星京一郎 |
| 17  | 1982 昭和57        | 下   | - 北森かつみ「THE合衆国日本州」           | 受賞者なし                                                                                             | - 島村弘通 - 徳弘正也「美女は肉料理がお得意」 - 柴シゲル「きんきらKINKO」 |
| 18  | 1983 昭和58        | 上   | 受賞者なし                                | - 大野慎司                                                                                             | - 島村弘通 |
| 19  | 1983 昭和58        | 下   | - 戸谷稔「日本列島異常なし」              | 受賞者なし                                                                                             | - 高橋一郎 - 田口数馬 |
| 20  | 1984 昭和59        | 上   | 受賞者なし                                | - 水穂しゅうし「神風は吹かず」 - 幡髄院鉄「いつか見た銭形平次」 - 早坂善行「スーパー配達人」           | - 島村弘通「おれたち農民族」 - 杉森治夫「恋の密教占星術」 |
| 21  | 1984 昭和59        | 下   | 受賞者なし                                | - 唯洋一郎 「百姓いっき」                                                                              | - ガモウひろし「根暗仮面」 - 藤井博司 |
| 22  | 1985 昭和60        | 上   | 受賞者なし                                | - TETSU「TOKYOオバケ倶楽部」                                                                           | - 鈴木伸彦 - 吉川ゆたか「旗日なふたり」 |
| 23  | 1985 昭和60        | 下   | 受賞者なし                                | - 北尾ゆきお - 一色まこと「愛してると云ってくれ」                                                      | - 藤井英雄 - 大田メロン - 松本吉正 |
| 24  | 1986 昭和61        | 上   | 受賞者なし                                | - 北野幸男「学校処刑人」                                                                               | - 山本ネコスケ - 高橋ゆたか |
| 25  | 1986 昭和61        | 下   | 受賞者なし                                | - 狐山よしたか「モーニングプロジェクト」                                                               | - にわのまこと「THE MOMOTAROH－村上伸一君の場合－」 - 武田稔「第三次お世っ界大戦」 - 高瀬耕次 - かねあきしょうご「コンビニエンスプロテクター」 |
| 26  | 1987 昭和62        | 上   | 受賞者なし                                | - みずはしひろと - 須賀港「ミスターE・ザ・スーパースター」                                             | - 庵老竜正「治療博士」 - たけだつとむ - SHOUWA「MADE IN JAPAN」 |
| 27  | 1987 昭和62        | 下   | 受賞者なし                                | 受賞者なし                                                                                             | - さいとうひさのり「何でもやります株式会社」 - たけだつとむ「ポケルンバを今一度」 - 渡辺隆「駅員物語 風にたて」 - 中森健太「懲りねえ奴ら」 |
| 28  | 1988 昭和63        | 上   | - のむら剛「AT Lady!」                    | - 赤峰亮介「ざます」                                                                                   | - 上北双子「HIP-HOP JUNGEL」 - 松本拓也「私はてれびちゃん」 - 十静馬「英雄になる時」 |
| 29  | 1988 昭和63        | 下   | 受賞者なし                                | - 野口周三「ぬいぐるみサマー」 - 上北双子「RED・HOT」                                                  | - 秋山健太郎「なまずの中はパラダイス!!」 - 浪花ボン太「おねえさんがついてます」 |
| 30  | 1989 昭和64/平成元 | 上   | 受賞者なし                                | - 悟東あすか「究極!!受験BOY」 - ゴンズマン「TAXI DRAVER」                                              | - 川田之信「必食!!まんぷく仮面」 - 萩原博喜「間に合わなかった男-碇やぶりはウンコたれ-」 - 塚原徹「秘密指令スッシー」 |
| 31  | 1989 昭和64/平成元 | 下   | 受賞者なし                                | - 中田周作「BATTLE ISLAND」                                                                            | - 渡辺航「24日は送別式」 - 安東慶周「飾りじゃないのよヘヴィメタは!?」 - 野巣屋究吾「きっさてん Part2」 |
| 32  | 1990 平成2         | 上   | - 八木教広「UNDEADMAN」                   | 受賞者なし                                                                                             | - 鈴木陽一「ネコと指輪と探偵稼業」 - 林成治「ワンダーランド」 - 田代哲也「おたんこ駐在」 |
| 33  | 1990 平成2         | 下   | 受賞者なし                                | - わたべせいじ「世界一早い男」 - 小津萌「百年と少し前のお話」                                          | - 福田撤守「イサオザワンダフォー」 - 常陸直也「ハイパー小学生」 |
| 34  | 1991 平成3         | 上   | 受賞者なし                                | 受賞者なし                                                                                             | - 鶴見大五郎「わたしをバルセロナにつれてって」 - 林三成「謀って!軍師ちっくガール」 - うらしま桃太郎「ババンバ・ババ君」 - 不二樹エイジ「さいころ鉄火巻」 - 山下典之「迷コック味見」 - ぴー丸「立喰ウォーズ」 - うすた京介「それゆけ！未確認飛行物体男」 |
| 35  | 1991 平成3         | 下   | 受賞者なし                                | - 林三成「歩行者に愛を込めて」                                                                         | - 五原朋明「遅刻教師」 - 鈴木KAZ「目を大切に!」 - 鶴見大五郎「きみの瞳に恋してる」 |
| 36  | 1992 平成4         | 上   | 受賞者なし                                | - 夏目春夫「地球が征服される時」 - 桐木ケンイチ「若気」                                                | - 国広邦宏「西洋食器の華麗なる革命」 - 小沢勝人「ハードタウン」 |
| 37  | 1992 平成4         | 下   | 受賞者なし                                | - 米津達也「537」 - 宮崎敦「アタックマン -暗闇の塔-」                                                  | - 田村太「ありがとう!!ロッテンマイヤさん」 - やぶのてんや「もののけサンタ」 |
| 38  | 1993 平成5         | 上   | 受賞者なし                                | - 岡久佳希「憑いてるね のってるね」                                                                    | - 園田辰之助「ばちあたりKIDS」 - 鈴木よーいち「それゆけ 超人マッスルマン」 - 小牧英智「ナイスな休日」 |
| 39  | 1993 平成5         | 下   | 受賞者なし                                | - 小金井正幸「青春コントロール直球少年」 - 松家幸治「吉岡くん」                                        | - 五十部かよ「ニッポンへカエロウ」 - 広川一義「同化してる人々」 |
| 40  | 1994 平成6         | 上   | 受賞者なし                                | - 小栗かずまた「トウフノカド」 - 野月恵美「オヤジ星人 ナヨタケ」                                       | - ささき健「オッペケペーズ」 |
| 41  | 1994 平成6         | 下   | 受賞者なし                                | - 吉岡ヤスヒロ「SUPER FIGHTER 阿守迦」 - 天野シロ「猛暑'94」                                           | - サトシロー「梅ヶ丘中学ジャンケン部」 - もりP「セスジガゾーン」 - 山ノ井百貨店「お腹が痛くなった時」 |
| 42  | 1995 平成7         | 上   | 受賞者なし                                | 受賞者なし                                                                                             | - 山ノ井百貨店「HAPPY WAKE UP!」 - 田村太 |
| 43  | 1995 平成7         | 下   | 受賞者なし                                | 受賞者なし                                                                                             | - 木多康昭「海に生くる人々」 - 島袋光年「発進!!友達いないいない部」 - 春山野原「戦国の勘太郎」 - 南寛樹「おやじのゲンコツ」 |
| 44  | 1996 平成8         | 上   | 受賞者なし                                | - 飯島じゅん「彼と彼女のヒーローと悪役な関係」 - 川浪佐智子「ジェンダー」                              | - もとにもとい「おとうさんといっしょ」 - ドン玉越「ウェルカム・トゥ・ザ・山口」 |
| 45  | 1996 平成8         | 下   | 受賞者なし                                | 受賞者なし                                                                                             | - 田村剛「ROSE BE AMBITIOUS!」 - 大久保恵美「どろぼう志願」 - 小池政輝「ブロークン・野郎」 - 西清方「お正月によくある風景」 |
| 46  | 1997 平成9         | 上   | 受賞者なし                                | - 義山亭石鳥「73式乱射銃」                                                                             | - 霧ヶ峰涼「MINUS・POWER」 - ドン玉越「〜魅惑の授業〜三郎ビッチ先生」 |
| 47  | 1997 平成9         | 下   | 受賞者なし                                | 受賞者なし                                                                                             | - 霧ヶ峰涼「霧ヶ峰喜劇団」 - 佐藤充「VIVA!凸凹TWINS」 - 宇都宮克彦「ロマンチック・イリュージョン ハトがでますよ!!」 |
| 48  | 1998 平成10        | 上   | 受賞者なし                                | - 村田雄介「さむいはなし」 - 蔵人健吾「世界平和と僕」                                                  | - 増田耕助「巨大合体鋼鉄戦士イカンダー」 - ESCAPE75「寄せ集め戦隊バトルトリオ」 |
| 49  | 1998 平成10        | 下   | 受賞者なし                                | - 金井真隆「ヘフ1」 - 増田耕助「夢 -赤壁の戦い-」                                                      | - 新田瀕死「憂鬱サッカーダンス」 - 原淳「伊藤戦隊イトウレンジャー」 - 日の丸ひろし「よろしく!一年B組イカノ内健太郎です!!」 |
| 50  | 1999 平成11        | 上   | 受賞者なし                                | - 梅田貴信「俺たちゃスペース野球軍!!」 - 桑森陽太「照元法師絵伝」                                      | - 佐藤容疑者「さとふ」 - 竹田毅／竹田聡「オレ!魔王」 |
| 51  | 1999 平成11        | 下   | 受賞者なし                                | 受賞者なし                                                                                             | - 志水りょう「引越しをする男」 - 本山一弘「SAMURAI☆AMERIKA」 - 高田雅利「くらげ中二」 - 永野ピカ忠「宇宙初！！エイリアン一家」 - 土塚理弘「ほほえみのある城」                                                                                           |
| 52  | 2000 平成12        | 上   | 受賞者なし                                | - 尾玉なみえ「純情パイン」                                                                             | - 青山海里「3年4組はーい！」 - ゴーギャン「超☆嗅覚戦士犬マン」 - 久保秀樹「釣りバカニッシー<愛称>」 - ミセキ健「24時間ドリーム」 - 草壁達也「ボ番」 |
| 53  | 2000 平成12        | 下   | 受賞者なし                                | 受賞者なし                                                                                             | - 久保田知之「お風呂ロマン」 - 緒方伸吏「超新撰組」 |
| 54  | 2001 平成13        | 上   | 受賞者なし                                | - 東谷文仁「最強道場」                                                                                 | - 郷田こうや「グッドボール」 - 櫻井武「頑張れ！サラミーマン」 - 藤田健司「チャタニイズム」 |
| 55  | 2001 平成13        | 下   | 受賞者なし                                | 受賞者なし                                                                                             | - 浅上えっそ「まげちょん」 - 田代剛大「抽選内閣」 - 堀たくみ「SAVE THE WORLD」 |
| 56  | 2002 平成14        | 上   | 受賞者なし                                | - 松元宗次郎「K-1」                                                                                    | - 沢田幸一「オーラメイツ」 - 夏生尚「白い白馬から落馬」 - 菅家健太「あつがり」 |
| 57  | 2002 平成14        | 下   | 受賞者なし                                | 受賞者なし                                                                                             | - 大鶴曜介「サムライジェネレーション」 - 外丸ナオミ「ぐるぐるハザード」 - 新妻克郎「純情ハート（はあと）乙女道」 |
| 58  | 2003 平成15        | 上   | 受賞者なし                                | 受賞者なし                                                                                             | - 岩淵成太郎「おしくらまんじゅう」 - 桜井のりお「そーじの時間」 - ゴッドアイ「HIGE☆KIDS」 - 鷲見恭平「ハート」 |
| 59  | 2003 平成15        | 下   | 受賞者なし                                | - 夏生尚「BULLET CATCHERS」                                                                            | - やすべえ「夢泡釣団〜ビートルズ編〜」 - 水溜三太夫「みなしごひろしのプロレシアンドリーム〜入門編〜」 |
| 60  | 2004 平成16        | 上   | 受賞者なし                                | - 吉原薫比古「KESHIPIN弾」                                                                             | - 小川友里「バッタがくたばった」 |
| 61  | 2004 平成16        | 下   | 受賞者なし                                | 受賞者なし                                                                                             | - 伺乃浩明「萌え萌え燃えさん」 - 松田俊幸「夢追い人」 |
| 62  | 2005 平成17        | 上   | 受賞者なし                                | - 伊藤直晃「たいして良い思い出もできそうにない学校生活」                                               | - 沢田ショウ「SNAKE HUNTER」 - 彰田令貴「次世代忍者」 |
| 63  | 2005 平成17        | 下   | 受賞者なし                                | 受賞者なし                                                                                             | - 大江慎一郎「爆裂非常勤教師ビッグバン」 |
| 64  | 2006 平成18        | 上   | 受賞者なし                                | - 麻生周一「勇者パーティー現る」                                                                       | - 松本秀雪「夢回帰」 |
| 65  | 2006 平成18        | 下   | 受賞者なし                                | 受賞者なし                                                                                             | - 新里友基「裏雪姫」 - 相原成年「BAD BABY HERO」 |
| 66  | 2007 平成19        | 上   | 受賞者なし                                | 受賞者なし                                                                                             | - 寺田としや「卓料」 - 早坂啓吾「超能力刑事〜中坊系〜」 |
| 67  | 2007 平成19        | 下   | 受賞者なし                                | 受賞者なし                                                                                             | - 五十嵐正邦「タクシード」 - 新里友基「報道電波シー」 - 根田啓史「お母さんはスパイ」 |
| 68  | 2008 平成20        | 上   | 受賞者なし                                | - 三澤大気「俳優伝説」                                                                                 | - 君塚力「トライアングルレボリューション」 - 棚橋正知「ハピバナ!!」 |
| 69  | 2008 平成20        | 下   | 受賞者なし                                | 受賞者なし                                                                                             | - 佐世保太郎「大物かくれんぼ」 - 白川タロイモ「コインズ!」 |
| 70  | 2009 平成21        | 上   | 受賞者なし                                | 受賞者なし                                                                                             | - 伊藤優「肉体派小学生メリーゴーランド建」 - 藤岡拓「親父のテーマ」 |
| 71  | 2009 平成21        | 下   | 受賞者なし                                | 受賞者なし                                                                                             | - 渡邉築「重装思春機兵ティーンエイザー」 - 庭山正人「琉球戦士シーク」 - みなめもとい「ゲームの住人」 - 吉田鋭角「トシオ」 - 山根さんこん「味覚探偵味沢テイスト」\|-                                                                                     |
| 72  | 2010 平成22        | 上   | 受賞者なし                                | 受賞者なし                                                                                             | - 真野久晴「日本超人名鑑」 - 吉野川蛮作「「主役はあくまで春日真帆」 - 黒瀬尚人「となりのマサミちゃん」 - 金城宗幸「第7位」 |
| 73  | 2010 平成22        | 下   | 受賞者なし                                | 受賞者なし                                                                                             | - レツ「ブレイクファースター」 - 堀木元気「イチゴミルク」 - 佐藤三月「箱の中のおっさん」 - 骨皮筋右衛門「小便小僧のおんがえし」 |
| 74  | 2011 平成23        | 上   | 受賞者なし                                | 受賞者なし                                                                                             | - 葛西雄治「サンタが家にやってきた！」 - 小野田亘「地の底の彼」 - 昂ぶれや君「尾崎ハルハ」 - 松本知樹「死の宣告」 - 伏井晋平「ドリームブレイカーけんいち」                                                                                              |
| 75  | 2011 平成23        | 下   | 受賞者なし                                | - 清水宏世「肩」                                                                                       | - 吉田鋭角「モスキート事件」 - 三原すばる「DOORCONBOURO-ドア、こん棒、炉-」 - ノリオ「星の王子様 台東区へ行く」 |
| 76  | 2012 平成24        | 上   | 受賞者なし                                | 受賞者なし                                                                                             | - 城戸みつる「別にいいけど」 - すがぬまたつや「愛嬌の沼」 - 鈴木佑一郎「愛／神」 - 沢田桂吾「勇者宛 魔王より」 |
| 77  | 2012 平成24        | 下   | 受賞者なし                                | 受賞者なし                                                                                             | - 宮崎周平「むこうみず君」 - 西傘樹「親友」 - 長谷川恵裕「おじいちゅわん」 |
| 78  | 2013 平成25        | 上   | 受賞者なし                                | - 奥間セイ「みどりの犬」                                                                               | - 平石ノボル「チョモランマ流空手教室」 - 観寺風貴「半身開き童話」 |
| 79  | 2013 平成25        | 下   | 受賞者なし                                | - 荻原裕一「キャプテンタナイナム」                                                                     | - 左藤真大「探偵 金第一」 - 平松ケイスケ「純白のシーツ」「スズメバチ」 - 加藤真一「鼻毛」 - 佐野下貴利「家族」 |
| 80  | 2014 平成26        | 上   | 受賞者なし                                | - 双刃美「Cave Of Shine」                                                                              | - 彦根洋平「空想ゲームオンライン」 |
| 81  | 2014 平成26        | 下   | 受賞者なし                                | - 日暮直輝「悪魔のティッシュ」                                                                         | - 林聖二「ヒデ」 - 石井信裕「駄々」 - 飯野俊祐「THE･ファースト～目指せ1組1番～」 |
| 82  | 2015 平成27        | 上   | 受賞者なし                                | - くらがみたカし「ください」                                                                           | - 徳光武志「呂布えもん」 |
| 83  | 2015 平成27        | 下   | 受賞者なし                                | 受賞者なし                                                                                             | - 畠山達也「マジシャン奇術無仕掛の事件簿」 - 白無新木「たまたま出てきた」 - 藤尾憂真「タイソンになった日」 - 春賀君風「マメツ」 - 空伸一「爆発少女と鋼鉄少年」                                                                                          |
| 84  | 2016 平成28        | 上   | 受賞者なし                                | - もそやん「みんなのマッスル探偵事務所」                                                               | - 塚沢サンゾ夫「BUILD UP!」 - 久本いたる「つくった感じであそぼ」 - 草野ねっこ「眠り姫は眠れない」 |
| 85  | 2016 平成28        | 下   | 受賞者なし                                | 受賞者なし                                                                                             | - ウンポーコ「そろ番長」 |
| 86  | 2017 平成29        | 上   | 受賞者なし                                | - 仁科翔「思いよ届け～物理的には届かない～」 - 星城礼「元サッカー部蹴崎周人」                          | - 松尾圭佑「オレのマジック」 - 島崎義久「それいけ！泥だんごくん」 - 長イキアキヒコ「ゴールデンキング」 |
| 87  | 2017 平成29        | 下   | 受賞者なし                                | 受賞者なし                                                                                             | - 舞岡「ヒーローは2人いらない・・・！」 - 内藤裕紀「青春！！サナエの大冒険」 - クメノブユキ「アイコちゃんのマンガ道」 |
| 88  | 2018 平成30        | 上   | 受賞者なし                                | - 内山貴「SMART DEBU」 - 長田憲之介「マタギと学生」 - 安道じょうけい「プリンプリン吉田の華麗なる人生」 | - 春美「バカでもできる頭脳ゲーム」 |
| 89  | 2018 平成30        | 下   | 受賞者なし                                | 受賞者なし                                                                                             | - 柏崎康一「爆裂面接試験」 - 尾崎航大「ハンプティ ダンディ」 |
| 90  | 2019 平成31/令和元 | 上   | 受賞者なし                                | - 佐々木優太「恋のネック」                                                                             | - 佐々木進之介「恋のキューピッドさん」 - デニー大山「おじ高生☆さきちゃん」 |
| 91  | 2019 平成31/令和元 | 下   | - おぎぬまX「だるまさんがころんだ時空伝」 | - NAMEKUJI「―青空巨人―」                                                                               | - 藤原なる「さつきちゃんはついさっき」 |
| 92  | 2020 令和2         | 上   | 受賞者なし                                | 受賞者なし                                                                                             | - はせがわたくや「ジーマメでございます！！」 - 345「OVER SUN」 - 破駕時央「丼ストップいくら」 |
| 93  | 2020 令和2         | 下   | 受賞者なし                                | 受賞者なし                                                                                             | - 佐藤子馬「アステカ文明物語」 - まのゆうすけ虫「マゾスティックポリス」 - 水谷アカリ「現場系アイドル四菱重子」 |
| 94  | 2021 令和3         | 上   | 受賞者なし                                | 受賞者なし                                                                                             | - 近藤ぶし「握る男」 - 大鯨泰二郎「桃太郎撮りなおしです。」 - 丸屋まる「俺と幽霊」 |
| 95  | 2021 令和3         | 下   | 受賞者なし                                | - カニカマヨネズコ「背中文字当てゲームの花畑さん」 - 西村たまじ「魔導騎士アスフェル鈴木の一日」        | - 平間裕「ゾンビンゴ」 - 芦口手梨「魔法少女にならないで」 - ワイパー加藤「ロボット高校生暗黒院アダム」 |
| 96  | 2022 令和4         | 上   | 受賞者なし                                | 受賞者なし                                                                                             | - ゆずっ胡椒「第5行第3段(な行う段)」 - 新田新之助「花子さんとあそんでみた」 「飛車と角」 |
| 97  | 2022 令和4         | 下   | 受賞者なし                                | 受賞者なし                                                                                             | - 関矢こう「アクマで天使」 - 鎌田颯介「霊の住む家」 |
| 98  | 2023 令和5         | 上   | 受賞者なし                                | - 図木ホトリ「厄介サイボーグデスガルド」 - 土屋うさぎ「あぁ、我らのガールズバー」                      | - わたら「こんな世界で恋愛できるか！」 |
| 99  | 2023 令和5         | 下   | 受賞者なし                                | 受賞者なし                                                                                             | - 北斗郁弥「お気遣い オブ ザ デッド」 - 川本ダイシン「似非魔VSエクソシスト」 - 堂島慶「仏恥義理交通」 |
| 100 | 2024 令和6         | 上   | 受賞者なし                                | - 安藤良透「全力応援ちありちゃん」                                                                     | - 三河康二「ユカちゃんの愛情表現」 - 曽野鉄心「肉体派除霊師」 |
| 101 | 2024 令和6         | 下   | 受賞者なし                                | 受賞者なし                                                                                             | - 芝大戟「裁判官おかん」 - 藤森諒「モグ男は救いたい」 - 相田陽「ぜひ読んでいただきたいこの手紙」 |
| 102 | 2025 令和7         | 上   | 受賞者なし                                | - 中宮笑「青春とキューピッド」                                                                         | - 中川雄貴「森の妖精のお仕事」 - 秋尾成「作画崩壊」 - 星大郎「ブチ抜きの鈴木」 |